# Young and Menace
"Young and Menace" é uma canção da banda americana de rock Fall Out Boy, sendo lançado como o primeiro single de seu sétimo álbum de estúdio, Mania. A canção foi lançada em 27 de abril de 2017, através da Island Records e da DCD2, com um videoclipe sendo lançado simultaneamente.

## Videoclipe
O videoclipe de "Young and Menace" foi lançado em 27 de abril de 2017 nos canal oficial do YouTube do Fall Out Boy. Um trailer apareceu brevemente em alguns teatros de Chicago em 21 de abril de 2017.
O videoclipe apresenta uma jovem criança bi-racial sofrendo violência doméstica dentro de sua casa. Os pais da criança estão vestidos como "monstros" de fantoche de llama/alpaca. Wentz declarou: "O conceito do vídeo é perceber que seu lugar no mundo talvez não seja apenas o que você pensou quando estava crescendo. Eu cresci como um filho estranho em um lugar onde eu sentia que não me cabia. Não foi até punk/rock e coisas em que eu senti como se eu encontrasse outras pessoas [que] da mesma forma não se encaixam".

## Faixas e formatos
Todas as faixas escritas e compostas por Patrick Stump, Joe Trohman, Pete Wentz, e Andy Hurley. 
| Download digital |                    |         |  |
| N.º              | Título             | Duração |  |
| 1.               | "Young and Menace" | 3:44    |  |

## Pessoal
Fall Out Boy
- Patrick Stump – vocais, guitarra, programação, composição, produção primária
- Pete Wentz – baixo, composição, produção primária
- Joe Trohman – guitarra principal, composição, produção primária
- Andy Hurley – bateria, percussão, composição, produção primária

Créditos adicionais
- Jesse Shatkin – produção, mixagem
- Suzy Shinn – engenharia
- Rouble Kapoor – assistente de engenharia

## Desempenho nas tabelas musicais
| Tabelas musicais (2017)                         | Melhor posição |
| ----------------------------------------------- | -------------- |
| Austrália (ARIA)                                | 97             |
| Escócia (Scottish Singles Chart)                | 35             |
| Estados Unidos (Bubbling Under Hot 100 Singles) | 2              |
| Nova Zelândia (RMNZ)                            | 6              |
| Reino Unido (UK Singles Chart)                  | 67             |